# Jacob van Geel
Pour les articles homonymes, voir van Geel.
Jacob van Geel, né vers 1585 à Middelbourg et mort après 1638 à Dordrecht, est un peintre du siècle d'or néerlandais.

## Biographie
Van Geel naît vers 1585 à Middelbourg,. Il est enregistré pour la première fois à Middelbourg en 1615, lorsqu'il devint membre du comité de la Guilde de Saint-Luc ; il y est mentionné jusqu'en 1625. En 1626, il est enregistré à Delft, où il se joint à la guilde en 1627 et où en 1628 il déclare avoir 43 ans. Importuné par ses créanciers, il s'installe après la mort de son épouse à Dordrecht où, à la fin de 1634, il rejoint la guilde. D'après le Bénézit, il meurt après 1638 à Dordrecht.
Il signe « Iacob v geel ».
Une monographie est publiée par  Laurens J. Bol qui repertorie 22 œuvres, complétées par 7 autres œuvres décrites par Bol dans son livre Goede Onbekenden.  Il est connu pour ses paysages et ses études architecturales.

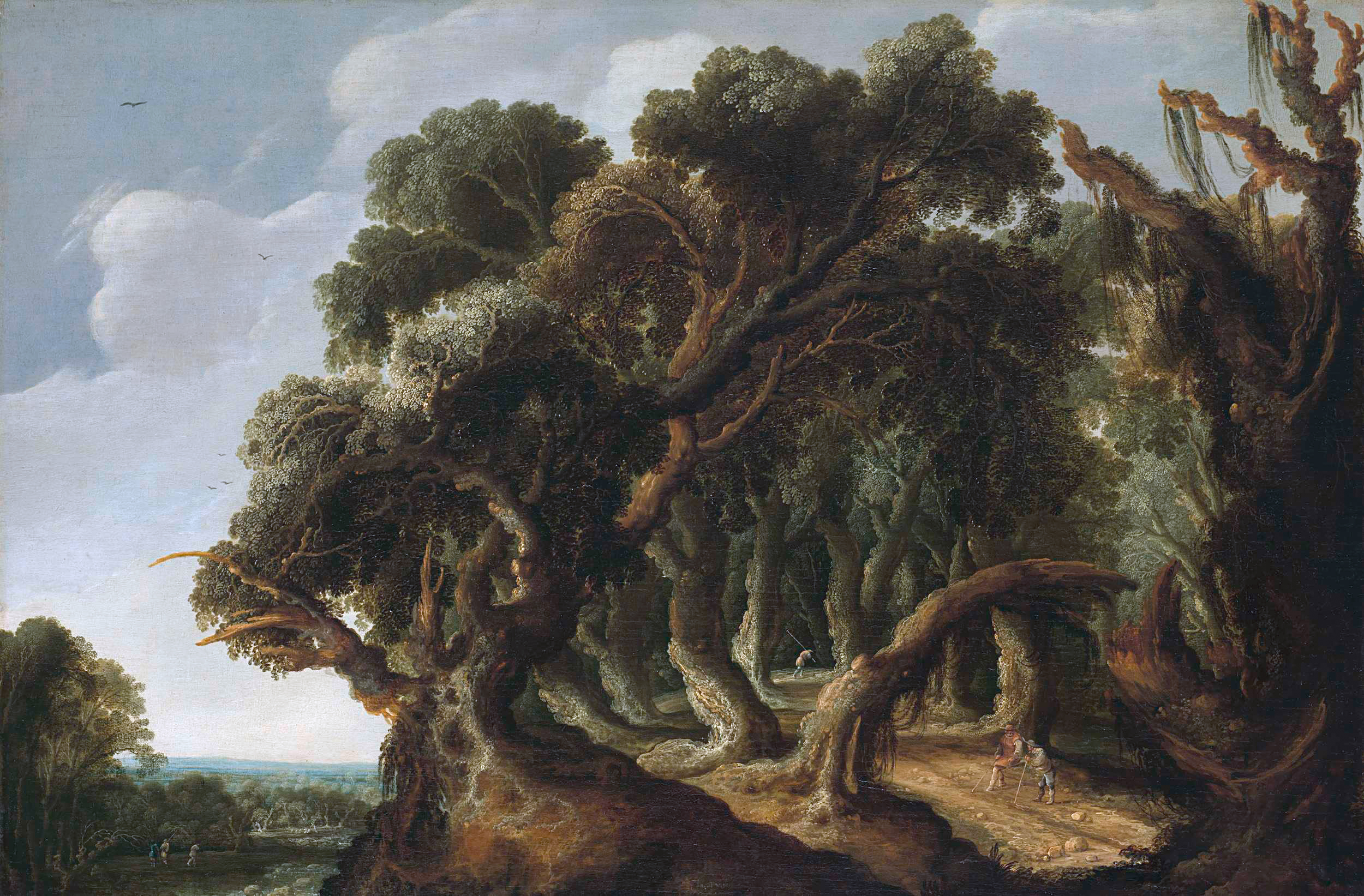
Paysage avec forêt, huile sur bois, vers 1663, Rijksmuseum Amsterdam